# Jordgryn
Jordgryn (Cenococcum geophilum) är en svampart som beskrevs av Fr. 1829. Enligt Catalogue of Life ingår Jordgryn i släktet Cenococcum, klassen Dothideomycetes, divisionen sporsäcksvampar och riket svampar, men enligt Dyntaxa är tillhörigheten istället släktet Cenococcum, familjen Gloniaceae, ordningen Mytilinidiales, klassen Dothideomycetes, divisionen sporsäcksvampar och riket svampar. Arten är reproducerande i Sverige. Inga underarter finns listade i Catalogue of Life.

## Bildgalleri

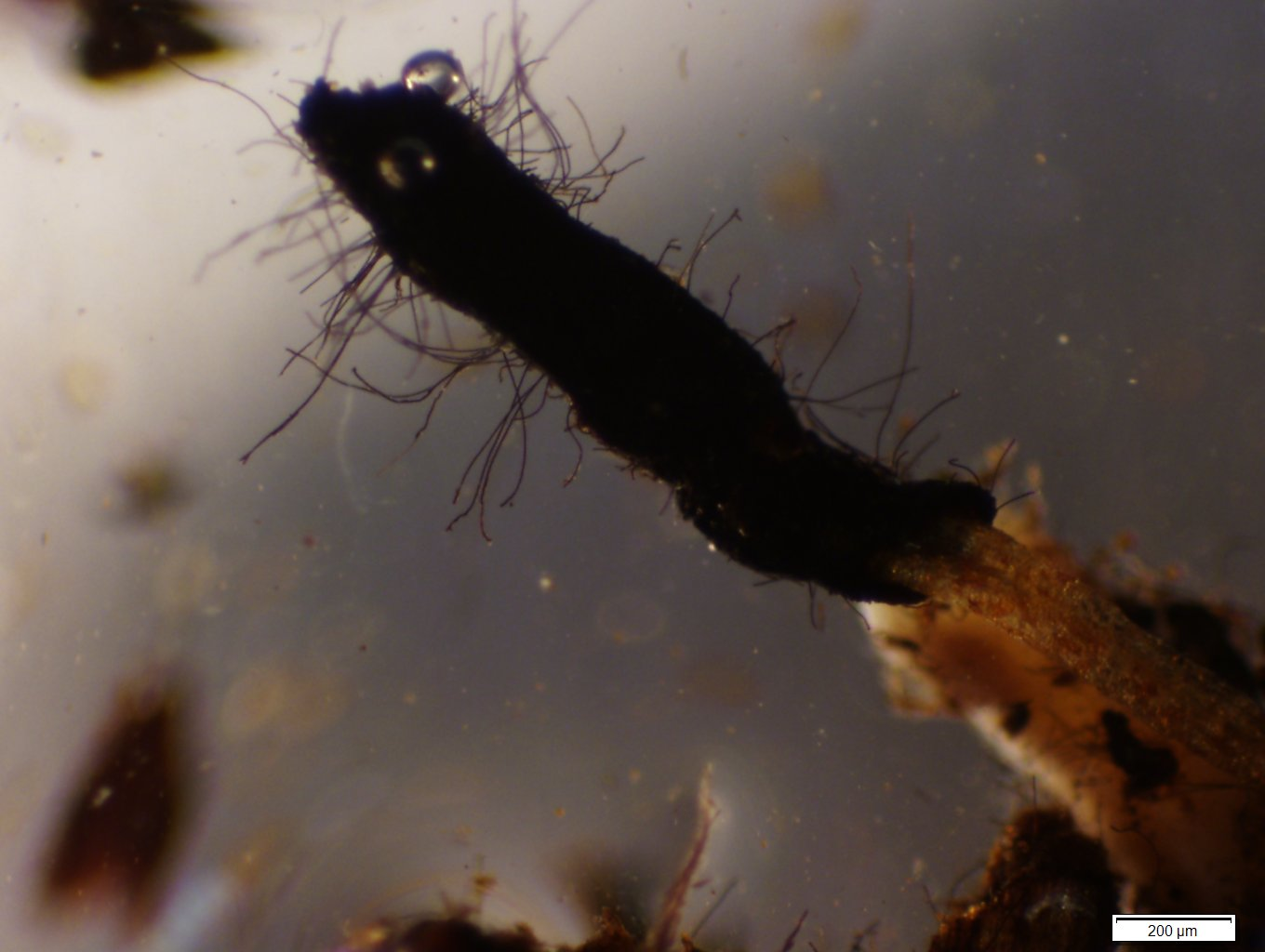
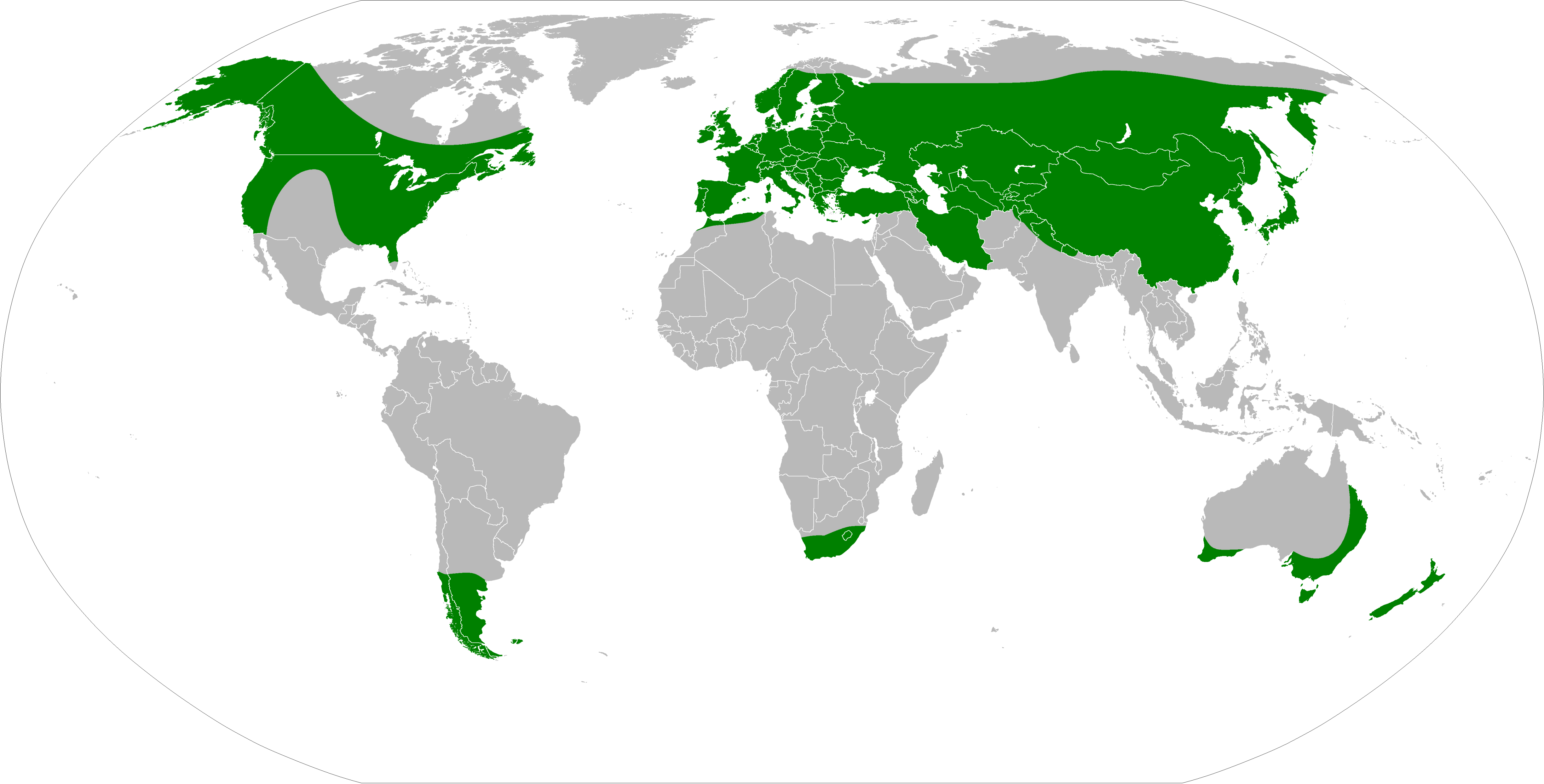
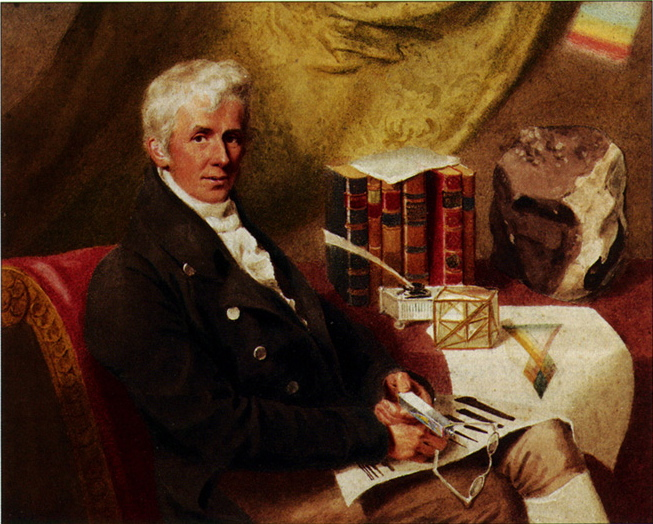
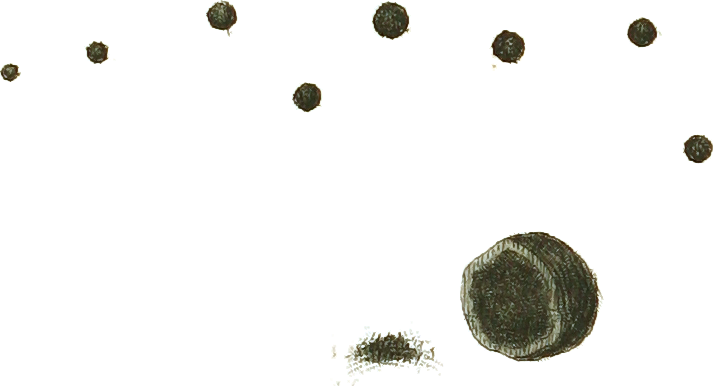